# Bourbon phục hoàng
Trong lịch sử Pháp, Bourbon phục hoàng là giai đoạn bắt đầu từ sự kiện Đệ nhất đế chế sụp đổ ngày 6 tháng 4 năm 1814 và kết thúc bằng cuộc Cách mạng tháng Bảy năm 1830. Đây là thời kỳ nhà Bourbon quay trở lại ngai vàng sau khi mất quyền lực kể từ Cách mạng Pháp.

Xen giữa giai đoạn Bourbon phục hoàng là Vương triều 100 ngày khi Napoléon Bonaparte từ đảo Elba quay trở lại ngôi hoàng đế. Vì vậy Bourbon phục hoàng được chia thành Phục hoàng lần thứ nhất và Phục hoàng lần thứ hai. Cách mạng tháng 7 năm 1830 kết thúc sự trị vì của Charles X, cũng là kết thúc của giai đoạn Bourbon phục hoàng. Louis-Philippe I, thuộc nhánh thứ dòng họ Bourbon, lên làm vua, bắt đầu nền Quân chủ tháng Bảy. Dưới góc nhìn khác, Quân chủ tháng Bảy được xem như Phục hoàng lần thứ 2.